# پرودوس ۱۰۱

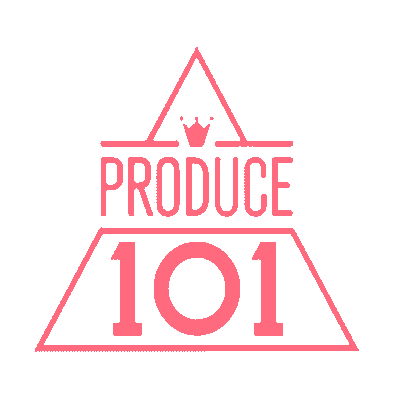
نشان‌وارهٔ رسمی پرودوس ۱۰۱، فرنچایز واقع‌نمای - ۲۰۱۷

پرودوس ۱۰۱ (انگلیسی: Produce 101) یک فرنچایز استعدادیابی واقع‌نمای ساخته‌شده توسط شرکت سرگرمی کره جنوبی، سی‌جی ئی اند ام است و پایه و اساس آن حول محور شکل‌گیری گروه دخترانه و گروه پسرانه می‌چرخد. قالب این برنامه به گونه‌ایست که پنل داوران ندارد و مخاطبان برنامه تصمیم می‌گیرند. تعداد شرکت کنندگان در ابتدا ۱۰۱ نفر است و در نهایت ۱۱ نفر از آنها باقی می‌ماند. این فرنچایز از سال ۲۰۱۶ آغاز شد و از آن زمان به بعد در کشورهای دیگر آسیای شرقی یعنی چین و ژاپن گسترش یافت. این فرنچایز طرفداران زیادی در سراسر جهان جذب کرده‌است. بیش از ۱۰ میلیون نفر در رای‌گیری فینال فصل ۲ در سال ۲۰۱۷ مشارکت داشتند که برابر یک پنجم جمعیت کره جنوبی است.

## فصل‌ها
- پرودوس ۱۰۱، با حضور کارآموزان دختر که در ۲۲ ژانویه ۲۰۱۶ پخش شد.
- پرودوس ۱۰۱ فصل ۲، با حضور کارآموزان پسر که در ۷ آوریل ۲۰۱۷ پخش شد.[۲][۳]
- پرودوس ۴۸, با حضور کارآموزان دختر که در ۱۵ ژوئن ۲۰۱۸ پخش شد.[۴][۵][۶]
- پرودوس اکس ۱۰۱, با حضور کارآموزان پسر که در ۳ مه ۲۰۱۹ پخش شد.[۷][۸]